# Communauté rurale de Ndangalma
 (février 2023).
La communauté rurale de Ndangalma est une communauté rurale du Sénégal située au centre-ouest du pays. 
Elle fait partie de l'arrondissement de Ngoye, du département de Bambey et de la région de Diourbel.
Son chef-lieu est Ndangalma.
Lors du dernier recensement, la CR comptait 22 350 personnes et 2 129 ménages.